# Ivankiv
Ivankiv (în ucraineană Іванків) este așezarea de tip urban de reședință a raionului Ivankiv din regiunea Kiev, Ucraina. În afara localității principale, mai cuprinde și satele Bolotnea, Fedorivka și Zaprudka.

## Demografie
Componența lingvistică a așezării de tip urban Ivankiv
     Ucraineană (95,91%)
     Rusă (3,84%)
     Alte limbi (0,17%)
Conform recensământului din 2001, majoritatea populației așezării de tip urban Ivankiv era vorbitoare de ucraineană (95,91%), existând în minoritate și vorbitori de rusă (3,84%).